# 長者町 (犬山市)
長者町（ちょうじゃまち）は、愛知県犬山市の地名。

## 地理
犬山市南部に位置する。

## 歴史

### 地名の由来
名古屋市中区（長者町繊維街）の繊維問屋が当地に移転したと『角川地名辞典』には記述があるが、以下の通り繊維問屋の従業員の住宅確保を目的とした団地開発である。

### 沿革
- 1962年（昭和37年） - 長者町織物組合の理事今枝金治により、組合通常総会において、繊維街の発展により増加した従業員の居住地の確保を目的とし、犬山の博物館明治村付近の土地を買収の上、団地として整備する案が発議された[3]。
- 1963年（昭和38年）4月 - 長者町団地協同組合が設立され、今枝が理事長に推挙[3]。
- 1972年（昭和47年）4月 - 愛知県土地区画整理組合協会に業務を移管[4]。
- 1987年（昭和62年） - 犬山市羽黒・池野の各一部により、同市長者町が成立[2]。

### 人口の変遷
国勢調査による人口の推移。
| 1995年（平成7年）  | 6,859人 |  |  |
| 2000年（平成12年） | 3,190人 |  |  |
| 2005年（平成17年） | 3,095人 |  |  |
| 2010年（平成22年） | 2,957人 |  |  |
| 2015年（平成27年） | 2,831人 |  |  |

### 世帯数の変遷
国勢調査による世帯数の推移。
| 1995年（平成7年）  | 2,088世帯 |  |  |
| 2000年（平成12年） | 956世帯   |  |  |
| 2005年（平成17年） | 989世帯   |  |  |
| 2010年（平成22年） | 1,018世帯 |  |  |
| 2015年（平成27年） | 1,043世帯 |  |  |

## 交通
- 愛知県道188号善師野西北野線[1]
- 岐阜県道・愛知県道16号多治見犬山線[1]

## 施設
- 金山公園[1]
- 長者町中央公園[1]
- 仲田公園
- 長者町ちびっこ広場
- 上の田公園

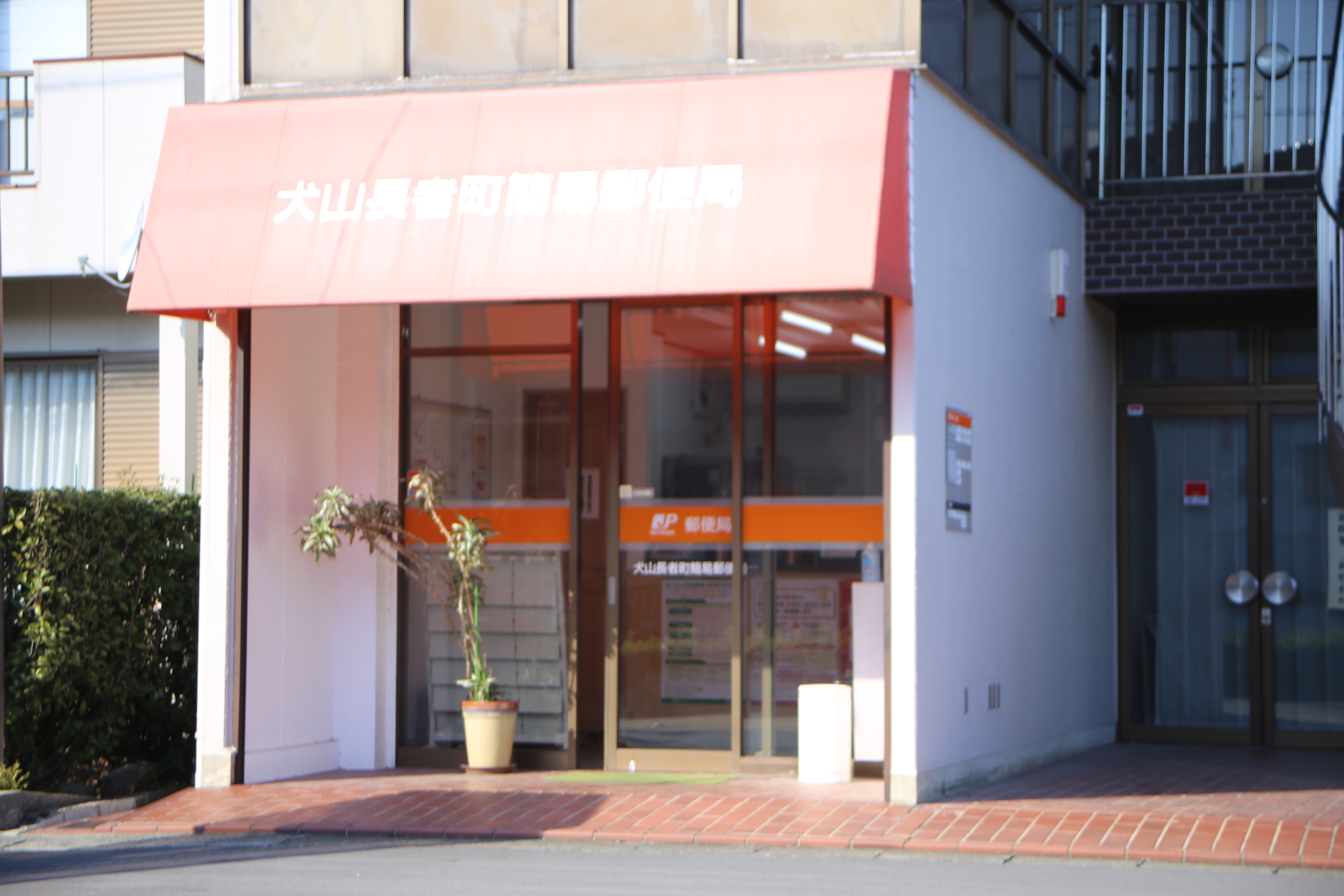
犬山長者町簡易郵便局

- 犬山長者町簡易郵便局